# Religió oficial
| Cristianisme (no especificat) Protestantisme Cristianisme ortodox Catolicisme | Islam (no especificat) Sunnisme Xiisme Budisme |

Estats confessionals.

Una religió oficial o religió estatal és una religió o un credo aprovat oficialment per un estat sobirà. Un estat amb una religió oficial (també conegut com a estat confessional), tot i que no és laic, no és necessàriament una teocràcia. Les religions estatals estan establertes de manera oficial pel govern d'una religió, però l'estat no ha d'estar sota el control de la religió (com en una teocràcia) ni la religió està necessàriament sota el control de l'estat.
Hi ha hagut religions oficials en gairebé tots els tipus de cultures, des de l'Antic Pròxim Orient i la prehistòria. La relació entre el culte religiós i l'estat va ser discutida per l'antic erudit llatí Marc Terenci Varró, sota el terme de theologia civilis (lit. ‘civic theology’). La primera església cristiana patrocinada per l'estat va ser l'Església Apostòlica Armènia, establerta l'any 301 dC. L'Imperi Romà va adoptar el cristianisme com a religió oficial el 380.
A l'Orient Mitjà, la majoria dels estats amb una població predominantment musulmana tenen l'islam com a religió oficial, tot i que el grau de restriccions religioses a la vida quotidiana dels ciutadans varia segons el país. Els governants de l'Aràbia Saudita utilitzen tant el poder secular com el religiós, mentre que se suposa que els presidents seculars de l'Iran han de seguir les decisions de les autoritats religioses des de la Revolució Islàmica de 1979. Turquia, que també té població de majoria musulmana, es va convertir en un país laic després de les reformes d'Atatürk.
El grau en què l'estat imposa als ciutadans una religió nacional oficial en la societat contemporània varia considerablement; des d'alt com a l'Aràbia Saudita fins a mínims o gens com Dinamarca, Anglaterra, Islàndia i Grècia.

## Tipus
El grau i la naturalesa del suport estatal a la denominació o credo designat com a religió estatal pot variar. Pot anar des del simple aval (amb o sense suport econòmic) amb llibertat per a altres religions per practicar, fins a prohibir que qualsevol cos religiós competidor operi i perseguir els seguidors d'altres creences. A Europa, la competència entre confessions catòliques i protestants pel patrocini de l'estat al segle XVI va fer evolucionar el principi Cuius regio, eius religio (els estats segueixen la religió del governant) plasmat en el text del tractat que va marcar la pau d'Augsburg, 1555. A Anglaterra, Enric VIII va trencar amb Roma el 1534, sent declarat el Cap Suprem de l'Església d'Anglaterra, la religió oficial d'Anglaterra va continuar sent el "catolicisme sense el Papa" fins després de la seva mort el 1547, mentre a Escòcia l'Església d'Escòcia es va oposar a la religió del governant.
En alguns casos, una regió administrativa pot patrocinar i finançar un conjunt de confessions religioses; tal és el cas d'Alsàcia-Moselle a França sota la seva llei local, seguint el sistema jurídic concordatoire francès anterior a 1905 i els patrons a Alemanya.
En alguns estats comunistes, sobretot a Corea del Nord i Cuba, l'estat patrocina organitzacions religioses, i les activitats fora d'aquestes organitzacions religioses patrocinades per l'estat es troben amb diversos graus de desaprovació oficial. En aquests casos, les religions estatals són considerades àmpliament com un esforç per part de l'estat per evitar alternatives al poder.

### Esglésies estatals
També hi ha una diferència entre una "església estatal" i el terme més ampli de "religió estatal". Una "església estatal" és una religió estatal creada per un estat per a l'ús exclusiu d'aquest estat. Un exemple de "religió estatal" que no és també una "església estatal" és el catolicisme romà a Costa Rica, que va ser acceptat com a religió estatal a la Constitució de 1949, malgrat la manca d'una església nacional. En el cas d'una "església estatal", l'estat té el control absolut sobre l'església, però en el cas d'una "religió d'estat", l'església està governada per un cos exterior; en el cas del catolicisme, el Vaticà té el control de l'església. En qualsevol cas, la religió oficial de l'estat té certa influència sobre el govern de l'estat. A partir del 2012, només queden cinc esglésies estatals, ja que la majoria de països que abans van incloure esglésies estatals han separat l'església del seu govern.